# 조선 농지령
조선 농지령은 일제 강점기 조선에서 실시된 농지정책이다.

## 목적
조선 농지령은 1934년 4월 제령 제5호로 공포되고, 같은 해 10월 20일부터 실시되었다. 농촌경제를 활성화하고 자작농을 양성하기 위하여 수립·시행하였다. 이어서 조선소작조정령의 공포·시행과 더불어 소작 폐해의 근원을 없애고 소작 문제를 해결할 목적으로 만들어졌다.

## 배경과 경과
식민지 지주제가 형성됨에 따라 1920년 이후 소작쟁의가 자주 일어났다. 소작쟁의가 갈수록 확산되고 발생 지역 역시 순식간에 확대되었는데, 이는 본질적으로 반제국주의 투쟁의 성격이 강해, 조선총독부는 즉각 소작제도 개선에 관한 필요 사항을 조사, 소작 관행상의 폐해를 제거하면서 효과적으로 농민수탈체제를 유지하고자 하였다.
농지령의 규정은 다음과 같이 크게 구별할 수 있다. 첫째, 이 법령의 적용 범주를 규정한 제1조와 제2조이다. 경작을 목적으로 하는 토지의 임대차(賃貸借)에 적용 범주를 한정하였다.
둘째, 마름과 기타 소작지의 관리자에 관해 규정한 제3조와 제4조 및 제5조가 있다. 그러나 소작지 관리자의 의의, 관리 계약의 법률상 성질, 관리 사무의 범위, 관리자의 자격에 대해서는 규정하지 않았다.
셋째, 직접의 소작 조건의 중요 사항을 규정하고 있는데, 이는 제6조로부터 제23조까지 명시되어 있다. 소작지 임대차의 기간 설정을 중요시해 3년·7년 등으로 기간을 규정하고 있으며, 소작지 임대차 계약의 갱신을 주된 규정 내용으로 하고 있다.
넷째, 소작위원회에 관한 규정으로 제24조부터 제27조까지 명시되어 있다. 소작료 및 소작 관계에 대하여 소작위원회에 판정을 구할 수 있고, 재판에 계류 중이거나 미확정시 소작에 관한 제반 사항을 결정, 시행할 수 있도록 하는 내용을 규정하고 있다. 다섯째, 재판 및 재판 비용에 관한 내용을 규정은 제28조와 제29조에 명시되어 있다. 여섯째, 재판 규정은 제30조 및 제31조에 명시되어 있다.
이처럼 농지령은 경작을 목적으로 하는 토지의 임대차에 적용하기로 하였다. 우선 마름의 악폐를 제거하기 위해 지주와 마름, 기타 소작지 관리인을 설치한 경우 지방 관서는 그 인물의 적부를 소작위원회의 의견에 따라 결정하게 하였다.
또한 소작권 이동을 최소화하기 위해 보통작물의 경작을 목적으로 하는 소작의 경우는 최저 3년의 시한을, 잠업·과수 등 특수작물을 경작할 목적으로 하는 소작은 7년을 하회할 수 없도록 규정하여 소작권의 안정을 도모하였다.